# Canon EOS 1D
La Canon EOS-1D es una cámara digital profesional de 4 megapíxeles réflex lanzada en noviembre de 2001. Fue la primera cámara profesional digital de Canon de nivel desarrollada por la propia empresa y lanzada al mercado libre, ya que las últimas D2000 fue en colaboración con Kodak. Cuenta con un 1,3 x factor de recorte con un CCD de sensor de imagen proceden de Panasonic. Las cuotas de la cámara de su diseño de cuerpo de la Canon EOS-1V cámara de 35 mm (con la empuñadura adicional adjunta). Fue sucedida por el 1D Mark II en enero de 2004.